# 無野之城
《無野之城》是一齣香港電影，是香港新晉導演雲翔首次執導的電影，也是他和著名香港導演劉國昌合作共同執導的電影。雲翔同時是本片的编劇、監製和投資者。
《無野之城》的故事是根據香港棒球代表隊的過往事跡而改編的，大部分情節是真人真事，但小部分人物間的情愛關係是虛構；並由香港棒球代表隊的真實成員演回自己。
本片在2008年6月19日在香港首次上映，之後在台灣公映，也發行了DVD。
《無野之城》的票房並不理想，不過在電影界和文化界卻贏得大量輿論和關注，各方人士的評價好壞參半。

## 劇情簡介
此片名為《無野之城》，「野」是日語野球的意思，即是中文的棒球。「無野之城」是指香港，因為香港並非一個流行玩或看棒球的城市（無棒球之城）。不過事實上香港卻有自己的棒球代表隊，於2004年在新教練的領導下參加國際性比賽——2004年亞洲盃比賽，前四次赛事拿了三勝一負的佳績，但最後一仗卻敗於最弱的斯里蘭卡代表隊，最終功虧一簣，只能屈第四名，未能為香港爭取獎牌榜上零的突破。

本片的故事主線最主要放兩個《香港棒球代表隊》的球員梁宇聰和香子俊身上，故事主要描述香子俊是棒球隊的一名投手，但內向的性格卻被其他隊員排斥，幸得首席投手梁宇聰相助、好言相向以及協助香子俊改善球技，漸漸地他們成為了知己及兄弟。不過由於彼此的心路歷程有異，彼此把這段手足之情也看得不一樣。梁宇聰厭惡和害怕同性之情，他認為同性戀是變態，由此至終只把香子俊看成兄弟，但香子俊卻慢慢地投入了感情愛上了梁宇聰。同時香子俊的前女友梅子也移情别戀，同樣愛上了梁宇聰，這樣便產生了一場錯綜複雜而混亂的情愛關係，再加上梁宇聰和香子俊本身的自身問題例如身體受傷和其他隊員不和等因素，使本來有極大機會在2004年亞洲盃比賽奪取獎牌的香港棒球代表隊最後飲恨而回，未能為香港人爭光。不過往後幾年到目前為止他們已代表香港參加過不少國際性賽事。
以上情節包含了真人真事和虛構故事夾雜出現，是為本片的最大特色。
- 真人真事情節
  - 《香港棒球代表隊》是真實球隊，他們真的參加了2004年亞洲盃比賽，真的拿了三勝一負的佳績，但最後卻敗於最弱的斯里蘭卡代表隊，真的只能屈第四名，未能為香港爭取獎牌榜上零的突破。而往後幾年到目前為止他們真的代表香港參加過不少國際賽事。
  - 梁宇聰和香子俊是兩個真正的棒球運動員，同為香港棒球代表隊隊員，也曾代表香港參加了2004年亞洲盃比賽。
  - 梁宇聰是確實厭惡和害怕同性之情，他的確認為同性戀是變態，因此其後在現實世界發生了他對同性戀者的失言行為。

- 虛構情節
  - 香子俊沒有表示現實生活中和其他隊員不和及被排斥。
  - 香子俊和梁宇聰的兄弟情在現實生活中沒有証實為很深厚。
  - 香子俊在現實生活中已經否認自己有同性戀傾向，他也曾表示戲中同性戀情節只是因為市場所需。[3]
  - 香子俊在現實生活中沒有交待過戲中的前女友梅子究竟是否真有其人。[4][5]

## 拍攝始末
2007年香港新晉導演雲翔受邀為香港棒球代表隊拍宣傳片。在此之前從不知道香港竟然有棒球代表隊，他才發現球員高大英俊且談吐不俗，便決定將他們的故事拍成電影。於是構思拍攝一部有關香港棒球運動的電影，並邀請香港棒球代表隊的隊員擔任演員，在電影他們演回了自己。

## 演員列表
| 演員   | 角色           | 備註                                 |
| ------ | -------------- | ------------------------------------ |
| 梁宇聰 | 梁宇聰         | 香港棒球運動員、香港棒球代表隊主投手 |
| 香子俊 | 香子俊         | 香港棒球運動員、香港棒球代表隊投手   |
| 戴于程 | 戴于程         | 台灣人，香港棒球代表隊教練           |
| 曾健忠 | 曾健忠         | 香港棒球運動員、香港棒球代表隊投手   |
| 區穎良 | 區穎良         | 香港棒球運動員、香港棒球代表隊隊長   |
| 周德邦 | 周德邦         | 香港棒球運動員、香港棒球代表隊三叠手 |
| 劉裕康 | 劉裕康         | 香港棒球運動員、香港棒球代表隊投手   |
| 林苑   | 飾演 梅子      | 香子俊的女友，後來移情別戀愛上梁宇聰 |
| 董敏莉 | Kim            | 沈迷死亡少女                         |
| 嚴維莎 | 袁樂天/ 袁愛平 | 戴于程的女友                         |

## 經典名言
- 眾棒球隊員在浴室邊淋浴邊聊天：「喺香港拍棒球，邊有人睇架？」（翻譯：在香港拍棒球（題裁電影），哪會有人看？)

- 香子俊和前女友梅子邊造愛邊對她說：「你不覺得，年青又漂亮的，男生也好，女生也好，都很吸引嗎？」

- 當香子俊對梁宇聰表白愛意時梁宇聰駡他變態並說：「搞基呢家嘢我唔識架！」（翻譯：同性戀這種東西我是不懂的！)
- 香子俊：「唔識咪學！」（翻譯：不懂的就學呀！)
- 梁宇聰：「學乜X嘢啊？（髒話）」（翻譯：學你他X的什麼東西？（髒話）」

## 獎項或榮譽
- 2008年——《10大華語片》（中國影評人協會）
- 2008年——《7部推薦電影之一》（香港電影評論學會）

## 評價
自從《無野之城》上映以後，得到了不同背景人士好壞參半的評價：

### 正面評論
- 部分電影人

把香港人視為陌生的棒球運動帶到觀眾面前，讓人重新注意香港棒球代表隊以及棒球運動對香港的貢獻。
給香港電影帶來嶄新題材和元素，香港棒球運動為主題融入雙性戀故事。皆為創新的嘗試，比那些慣於跟風創作進取很多。
- 部分觀眾

新題材的電影，給觀眾多了另一種選擇。又給大眾一種新的思想例如接受同性戀的正面信息。
- 同性戀人士或喜歡欣賞男體的人

畫面上的大量男性正面及背面裸體鏡頭讓他們滿足了窺視的慾望。

### 反面評論
- 部分電影人

認為電影掛羊頭賣狗肉，美其名以棒球運動為主題，但對棒球練習、比賽的述描過少，反而把焦點集中在主角間混亂不堪的情愛關係和情慾鏡頭。
認為鏡頭為暴露而暴露、為色情而色情，就算和造愛或同性戀無關的情節仍要男主角脫光並且維持很久，例如大量裸體淋浴鏡頭、在更衣室裸體聊天或打架時間維持很久，有事沒事在睡房脫光聊天等。
- 部分觀眾

認為雲翔因為有錢就可以為所欲為，可以在《無野之城》票房欠佳的情況下，仍然怕下多部男色的情慾電影，其實只是滿足自己的同性慾望。
- 部分同性戀人士

討厭《無野之城》其中一男主角梁宇聰的虛偽，認為他刻意賣弄自己裸體卻公開發表反同性戀言論。他們覺得只有男同性戀者才愛欣賞男性裸體，既然是為衝著男同性戀市場而拍的電影，又既然梁宇聰肯裸體上鏡任人欣賞，然後卻反過來公開侮辱這些人（男同性戀者），此種行為極不恰當。
不滿雲翔在事件上一直維護梁宇聰。
- 某些女士

抗議梁宇聰在一次現實世界中的失言行為，不滿梁宇聰說自己最討厭的人是「豬扒」（意即醜女）和「基佬」（意即同性戀者），認為作為公眾人物應該慎言，不可胡亂侮辱他人。（但事件上導演雲翔一直維護梁宇聰）
- 某些宗教人士和反同性戀人士

認為雲翔的電影違反道德，教壞青少年，對此非常反感。

## 外部連結
- 電影無野之城官方網頁
- Yahoo奇摩電影上《無野之城》的資料（繁體中文）
- MSN娛樂上《無野之城》的資料（繁體中文）

- 開眼電影網上《無野之城》的資料（繁體中文）
- 香港影庫上《無野之城》的資料（繁體中文）
- 时光网上《無野之城》的資料（简体中文）
- 豆瓣电影上《無野之城》的資料 （简体中文）
- 爛番茄上《無野之城》的資料（英文）
- AllMovie上《無野之城》的资料（英文）
- 互联网电影数据库（IMDb）上《無野之城》的资料（英文）
- 香港棒球總會（中國香港體育協會暨奧林匹克委員會會員機構） （页面存档备份，存于）
- YouTube上的電影《無野之城》街頭廣告